# Wrzesiny (Brzeźnica)
Wrzesiny (deutsch Wachsdorf) ist ein Dorf in der Landgemeinde Brzeźnica im Powiat Żagański der Woiwodschaft Lebus in Polen.

## Sehenswürdigkeiten
- Die römisch-katholische Kirche St. Johannes Baptist (Kościół św. Jana Chrzciciela) ist eine gotische Saalkirche, die erstmals 1376 erwöähnt wurde. Beim Umbau im 16. Jahrhundert erhielt sie ein zweijochiges Langhaus mit Sterngewölbe und Rechteckchor. Die barocke Innenausstattung wurde in der zweiten Hälfte des 17. Jahrhunderts geschaffen. Das Gemälde des Hauptaltars zeigt die Taufe Christi. Bänke mit Farbfassung, der Taufstein stammt aus der Spätgotik[1].